# Maaspoort Sports & Events
Die Maaspoort Sports & Events (auch Sportcentrum de Maaspoort genannt) ist eine Mehrzweckhalle in der niederländischen Stadt ’s-Hertogenbosch, Provinz Noord-Brabant. Neben der großen Halle gibt es noch eine kleine Halle, die u. a. als Trainingshalle des Basketballclubs der New Heroes Den Bosch genutzt wird, und Räumlichkeiten mit 100 bis 150 Plätzen für Schulungen, Präsentationen oder Besprechungen. Sie können mit Schallschutzwänden abgeteilt werden. Das Foyer mit Bar bietet bei Feiern bis zu 850 Plätze für Besucher.

## Geschichte
Die Halle wurde am 2. September 1982 eröffnet. Die große Halle bietet maximal 2700 Sitzplätze. Prominente Gäste im Haus waren unter anderem Tina Turner, Kid Creole & the Coconuts, The Trammps, Barry White, a-ha und die Kelly Family. Doe Maar gaben hier 1984 ihr erstes Abschiedskonzert.
Sportliche Top-Ereignisse waren das Top-12-Tischtennisturnier 1984 und das vorolympische Basketballturnier 1987. 2006 wurden die Badminton-Europameisterschaft hier ausgetragen. 